# Talnah
Talnah (en russe : Талнах) est un district de Norilsk qui a bénéficié du statut de ville de 1982 à 2004
Située au pied des monts Poutorana, au nord du territoire de Krasnoïarsk et au sud de la péninsule de Taïmyr, sa population s'élevait à 47 216 habitants en 2021.
De plus, en prenant place au nord du cercle polaire arctique, la ville de Talnah était considérée comme l'une des grandes villes la plus septentrionale du monde.
La région de Norilsk est connue pour sa production de Nickel. Le minerai Talnakhite est nommé en référence à Talnah

## Population
Recensements ou estimations de la population  :
| Évolution démographique |      |        |        |        |        |        |        |
| Année                   | 1970 | 1979   | 1989   | 2002   | 2006   | 2010   | 2021   |
| Nombre d'habitants      | 9286 | 33.410 | 62.849 | 58.654 | 56.000 | 47.307 | 47.216 |

## Économie
Talnah abrite les plus grandes mines souterraines de Russie
Les mines de Talnah constituent la principale base de ressources de la division polaire de la société minière et métallurgique Nornickel, qui exploite des minerais sulfurés de cuivre-nickel. Les minerais de différentes valeurs contiennent du nickel, du cuivre, du platine, de l'or, du cobalt, du palladium et d'autres composants rares.
La longueur totale des mines de Talnah dépasse 450 km

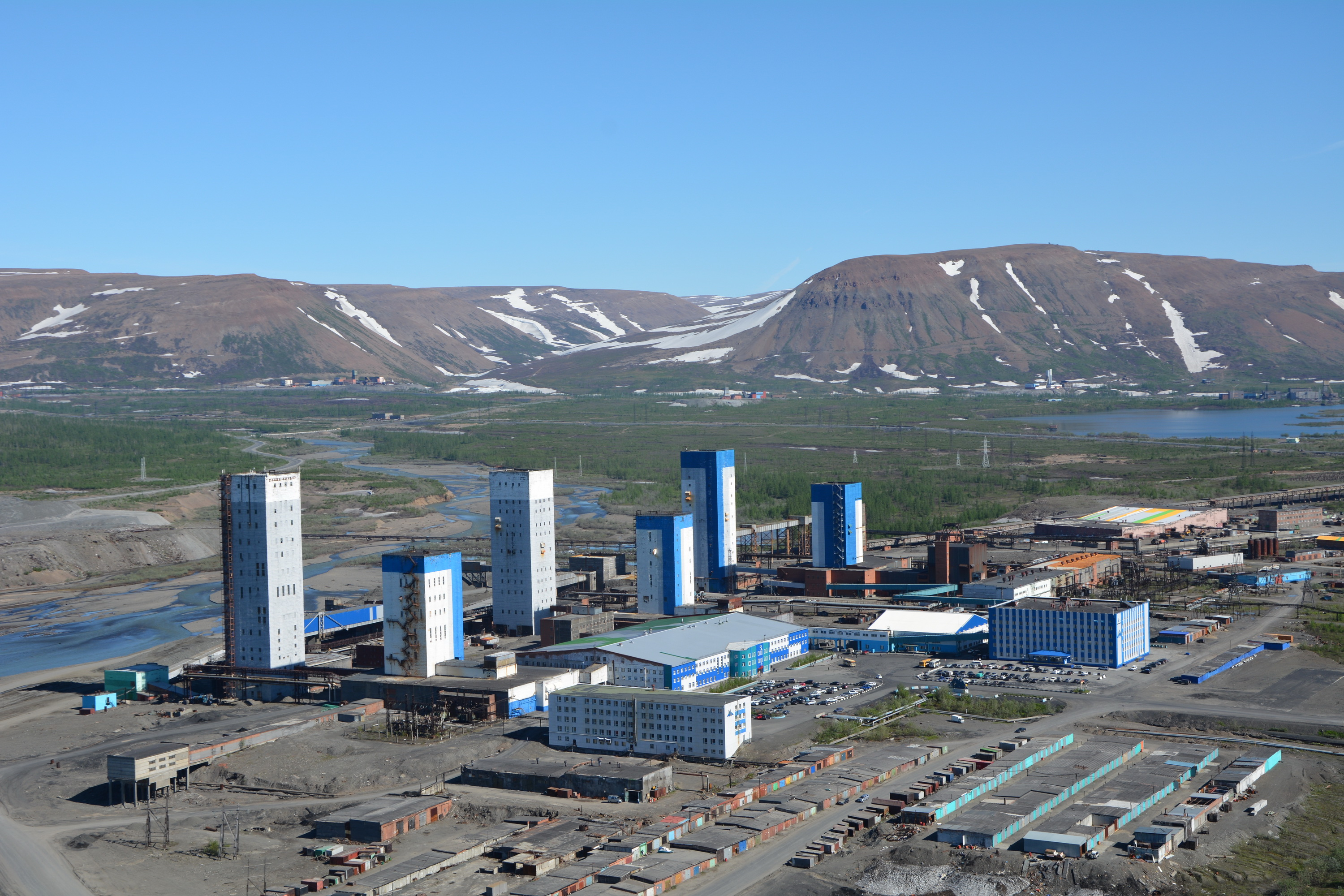
Mine Oktyabrsky, à Talnah

## Climat
La rudesse du Climat subarctique est principalement due à l'éloignement relatif de la côte maritime et au fait que la région se trouve à 3° au nord du cercle polaire.

### Température de l'air
Le climat de la région est caractérisé par des températures annuelles moyennes négatives, de longs hivers avec de fortes gelées et des tempêtes de neige, des étés courts, pluvieux et froids, et des changements fréquents et abrupts du temps
La température annuelle moyenne de l'air sur une période de plusieurs années à la station météorologique de Talnah est de -9,4°С, et la température moyenne de l'air de la période froide pour Talnah est de -18,4°С.
L'un des traits caractéristiques du régime de température est le grand contraste entre les températures hivernales et estivales. Ainsi, la température maximale absolue de l'air à la station météorologique de Talnakh est de +32,6°C, tandis que la température minimale absolue de l'air est de -54,2°C. L'amplitude des températures extrêmes atteint presque 90°С. Le changement brusque de température au cours de la journée dépend dans la plupart des cas d'un changement des masses d'air.

## Transport
Talnakh est relié par le rail et la route au district central, à Kajerkan, Oganer, Doudinka, à Aéroport d'Alykel et au port sur la rivière Ienisseï.